# Wanze
Wanze er en vallonsk kommune i provinsen Liège i Belgien. Den består af de tidligere kommuner Wanze, Antheit, Bas-Oha, Huccorgne, Moha og Vinalmont.
Under Tour de France 2010, var Wanze startby for den 213 km lange 3. etape med mål i den franske by Arenberg Porte du Hainaut.